# Kiżby
Kiżby (biał. Кіжбы; ros. Кижбы) – wieś na Białorusi, w obwodzie grodzieńskim, w rejonie werenowskim, w sielsowiecie Konwaliszki. 

## Historia
W czasach zaborów w powiecie oszmiańskim, w guberni wileńskiej Imperium Rosyjskiego. Pod koniec XIX wieku wieś liczyła 49 mieszkańców.
Po I wojnie światowej weszły w skład okręgu wileńskiego Zarządu Cywilnego Ziem Wschodnich. W latach 1920–1922 na terenie Litwy Środkowej.  w Polsce, w województwie wileńskim, w powiecie oszmiańskim, w gminie Dziewieniszki.
W 1931 w 9 domach zamieszkiwały 52 osoby.
Wierni należeli do parafii rzymskokatolickiej w Konwaliszkach. Miejscowość podlegała pod Sąd Grodzki w Holszanach i Okręgowy w Wilnie; właściwy urząd pocztowy mieścił się w Konwaliszkach. Przez cały ten okres, podobnie jak w czasach zaborów, wieś administracyjnie przynależała do powiatu oszmiańskiego i gminy Dziewieniszki. Po II wojnie światowej w granicach Związku Sowieckiego. Od 1991 w niepodległej Białorusi.